# Asaba, Nigeria
Asaba   este un oraș  în  Nigeria. Este reședința  statului  Delta.